# Schloss Rheydt (Mönchengladbach)
Schloss Rheydt ist ein Stadtteil Mönchengladbachs. Er gehört zum Stadtbezirk Süd.

## Lage
Der Stadtteil Schloss Rheydt liegt als einer der östlichen Stadtteile Mönchengladbachs an der Grenze zu Neersbroich im Rhein-Kreis Neuss. Namensgebend für den Stadtteil ist das  Renaissance-Schloss Schloss Rheydt.

## Infrastruktur
Die Kreisstraße 3 (Ritterstraße) führt aus Rheydt heraus in Richtung Korschenbroich. Die vor dem Parkplatz des Schlosses eingerichtete Haltestelle Schloss Rheydt wird ebenso wie die im äußersten Südwesten des Stadtteils gelegene Haltestelle Ritterstraße von der Buslinie 016 angefahren.